# Sebastian Reinthaller
Sebastian Reinthaller (* November 1962 in Wien) ist ein österreichischer Opernsänger (Tenor) und Theaterintendant.

## Leben
Reinthaller ließ sich zunächst zum Hotelkaufmann ausbilden und schrieb sich zum Architekturstudium ein. Dann entschloss er sich zu einer Bühnenlaufbahn und absolvierte die Opernklasse des Konservatoriums Wien. Gesangsunterricht nahm er 1985 zunächst bei Charlotte Sentous. Sein Debüt erfolgte als Ferrando in Mozarts Così fan tutte am Stadttheater Baden bei Wien. Nach einem Jahr am Stadttheater St. Pölten in Niederösterreich und einem Jahr am Stadttheater Luzern wurde er von Eberhard Waechter 1991 an die Wiener Volksoper engagiert, wo er bis heute singt, doch debütierte er 1995 auch an der Wiener Staatsoper (mit dem Steuermann im Fliegenden Holländer). Gastspiele führten ihn u. a. nach Graz, Klagenfurt und Salzburg sowie in weitere europäische Lander, aber auch nach Israel, Japan, Amerika.
Reinthaller ist auch als Liedinterpret tätig, insbesondere mit Werken von Franz Schubert, Franz Liszt und Richard Strauss.
2014 übernahm er für fünf Jahre die künstlerische Leitung der Bühne Baden. Anfang 2016 gab er jedoch bekannt, dass er die Führung vorzeitig bereits 2017 niederlegt.

## Ehrungen
- 2009 wurde Reinthaller von Kunstministerin Claudia Schmied der Berufstitel „Kammersänger der Republik Österreich“ verliehen.